# Sorocea arnoldoi
Sorocea arnoldoi är en mullbärsväxtart som beskrevs av Joseph Lanjouw och Boer. Sorocea arnoldoi ingår i släktet Sorocea och familjen mullbärsväxter. Inga underarter finns listade i Catalogue of Life.